# Пачес, Александр Ильич
Александр Ильич Пачес (1925—2014) — советский и российский учёный и врач-онколог, организатор здравоохранения, доктор медицинских наук, профессор. Лауреат Государственной премии СССР (1985). Заслуженный деятель науки и техники РСФСР (1975). Участник Великой Отечественной войны.

## Биография
Родился 20 сентября 1925 года в Одессе.
С 1942 года после окончания Фрунзенской средней школы призван в ряды Красной армии и с января 1943 года после окончания Ташкентского военного училища направлен в действующую армию, участник Великой Отечественной войны — старший сержант и младший лейтенант, командир орудия артиллерийского орудия 63-й механизированной бригады, воевал на 2-м Украинском и 3-м Украинском фронтах, прошел военный путь от Сталинграда до Праги. В 1945 году после завершения Советско-японской войны А. И. Пачес был демобилизован из рядов Советской армии. За участие в войне 16 сентября и 5 ноября 1944, 8 мая 1945 года А. И. Пачес награждался Орденом Красной Звезды, Медалью «За отвагу» и Медалью «За боевые заслуги».
С 1947 по 1952 годы проходил обучение в Киргизском медицинском институте. С 1952 по 1955 годы обучался в клинической ординатуре по хирургии и онкологии, был учеником известного онколога Н. Н. Петрова.
С 1955 по 1960 годы работал ассистентом, доцентом и профессором кафедры онкологии факультетской и госпитальной хирургии Киргизского медицинского института, одновременно с преподавательской деятельностью был организатором и руководителем Киргизского и Таджикского республиканского онкологических диспансеров. С 1960 по 1965 годы — главный онколог Минздрава Таджикской ССР.
В 1957 году защитил диссертацию на соискание учёной степени кандидата медицинских наук по теме: «О значении парамецийной реакции в диагностике рака», в 1964 году — докторскую диссертацию по теме: «Клиника, диагностика и лечение опухолей околоушной слюнной железы».
С 1965 года — организатор и руководитель Отделения по изучению раковых опухолей головы и шеи Института экспериментальной и клинической онкологии АН СССР. В 1968 году А. И. Пачесу было присвоено звание профессор и под его непосредственном руководстве был создан Всесоюзный комитет по изучению опухолей головы и шеи. А. И. Пачес был автором 18 монографий и более 250 научных работ, под его руководством было защищено более 70 кандидатских и докторских диссертаций
В 1985 году «за разработку и внедрение в клиническую практику методов и техники для криодеструкции злокачественных новообразований» А. И. Пачес был удостоен Государственной премии СССР.
Умер 7 декабря 2014 года в Москве, похоронен на Троекуровском кладбище.

## Награды
- Орден Почёта (2002[9])
- Орден Отечественной войны I степени (06.11.1985[10])
- Орден Красной Звезды (16.09.1944[4])
- Медаль «За отвагу» (05.11.1944[4])
- Медаль «За боевые заслуги» (08.05.1945[5])
- Медаль «За победу над Германией в Великой Отечественной войне 1941—1945 гг.»

### Премии
- Государственная премия СССР (1985 — «за разработку и внедрение в клиническую практику методов и техники для криодеструкции злокачественных новообразований»[7])

### Звания
- Заслуженный деятель науки и техники РСФСР (1978[11])